# Васијан Тиксенски
Васијан Тиксненски († 12. септембар 1624) - свети преподобни Руске православне цркве.
Православна црква га помиње 12. (25.) септембра.

## Биографија
Монах Васијан је рођен у селу Буртсево, Спасо-Преображенски парохија, Тотемски округ, Вологдска губернија, у сељачкој породици. Крстио га је свештеник Василије. Био је ожењен и имао два сина у породици. Зими је кројио, ишао по суседним селима. Постепено је одлучио да напусти живот у свету и живи за Бога, и једне ноћи је тајно отишао од куће.
„Дошао сам до места поред Семенковског језера између река Тиксне и Вопре, где су стајале цркве Преображења Господњег и Светог Николаја Чудотворца (сада село Погорелово, Тотемски округ). Веома ми се допало место на стрмом брду”, али Василије није смео да се овде настани и дошао је у Тотму у Спасо-Суморин манастир, који је основао Теодосије Тотемски.
Игуман јеромонах Терапонт га је постригао именом Васијан. Неколико година касније, Васијан је почео да тражи од игумана да га пусти из манастира да живи у самоћи на Тиксни. Помоливши се на гробу Светог Теодосија, старац Терапонт га је благословио на нови пут иконом Пресвете Тројице.
Године 1594, дошавши у Тиксну, добио је дозволу од настојатеља локалних цркава Нестора Андрејева, свештенства и парохијана да изгради малу келију недалеко од храма. Сељаци су пристали да је саграде. Налазио се на црквеном гробљу двадесетак хвати од храма. Васијан је непрестано постио, спавао на голом поду, или је целе ноћи проводио у молитви, јео оно што су му парохијани доносили.
Приликом једне од посета свог исповедника, старца Терапонта, Свети Васијан је замолио његов благослов да носи окове. Васијан је ставио ланце на рамена, опасао се гвозденим обручем, ставио окове на руке и ноге, а на главу тешку гвоздену капу. Сво гвожђе је било сакривено испод монашке одежде. Тридесет година монах је свој подвиг вршио повучено. Нико, осим његовог исповедника, није знао којим је теговима понизио своје тело.
Доживевши дубоку старост, упокојио се 12. септембра 1624. године.

## Чуда и прослављање
Околни мештани су убрзо подигли капелу над његовим гробом. Његови ланци су стављени на гроб. Поштовање Светог Васијана почело је после пошасти 1647. године, када су људи и животиње изненада умрли. О томе је краљу писао гувернер Тотема, управитељ Алексеј Болоњин. По наређењу цара Алексеја Михајловича око Тиксне су постављени кордони и нико није смео да пролази тим крајем.
Московски трговци који су путовали у Архангелск претрпели су губитке због кашњења. На њихову молбу, краљ је послао у Тиксну племића Јована Акинегрова. Ушавши у капелу, видео је све гвоздене окове монаха Васијана. Племић је био веома изненађен врхунцем светитељевих подвига. Након тога, наредио је свим становницима да се окупе на молебан. После молитве, помор је престао.
На гробу су се дешавала и друга чуда.
Године 1694. настао је монашки манастир у част Животворне Тројице. Први игуман био је јеромонах Спасо-Суморинског манастира Протасије (у свету Прохор). Подигао је камену Тројичку цркву. Освештао га је 1698. године. У њему су биле сакривене мошти светог Васијана.
Његово житије је саставио игуман Јосиф 1745. године. У њему је забележено 29 чуда.